# Glicina reduttasi
La glicina reduttasi è un enzima appartenente alla classe delle ossidoreduttasi, che catalizza la seguente reazione:
acetil fosfato + NH3 + tioredossina disolfuro + H2O ⇄ glicina + fosfato + tioredossina
La reazione è osservata solo nella direzione della riduzione della glicina. L'enzima di Eubacterium acidaminophilum consiste delle subunità A, B e C. La subunità B contiene selenocisteina ed un gruppo piruvoile, ed è responsabile del legame della glicina e del rilascio di ammoniaca. La subunità A, che contiene anche selenocisteina, è ridotta dalla tioredossina, ed è necessaria per convertire il gruppo carbossimetilico nell'equivalente chetene, utilizzato a turno anche dalla C per produrre acetil fosfato. Solo la subunità B distingue l'enzima dalla sarcosina reduttasi (numero EC 1.21.4.3) e dalla betaina reduttasi (numero EC 1.21.4.4).